# Мальбо
Мальбо́ (фр. и окс. Malbo) — коммуна во Франции, находится в регионе Овернь. Департамент — Канталь. Входит в состав кантона Пьерфор. Округ коммуны — Сен-Флур.
Код INSEE коммуны — 15112.
Коммуна расположена приблизительно в 440 км к югу от Парижа, в 95 км южнее Клермон-Феррана, в 26 км к востоку от Орийака.

## Население
Население коммуны на 2008 год составляло 124 человека.
| 1962 | 1968 | 1975 | 1982 | 1990 | 1999 | 2008 |
| ---- | ---- | ---- | ---- | ---- | ---- | ---- |
| 341  | 273  | 203  | 186  | 148  | 121  | 124  |

## Администрация
| Период | Период | Фамилия     | Партия | Примечания |
| ------ | ------ | ----------- | ------ | ---------- |
| 2001   | 2008   | Луи Пешо    |        |            |
| 2008   |        | Жан-Луи Руш |        |            |

## Экономика

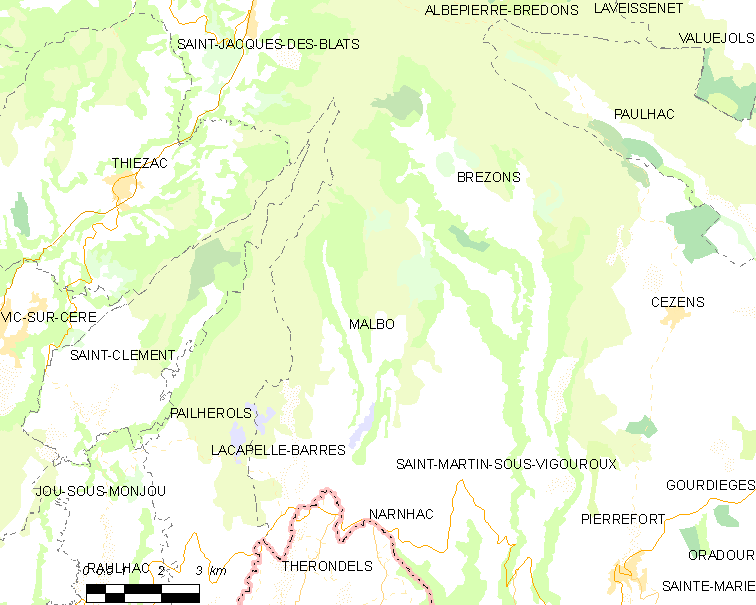
Карта коммуны

В 2007 году среди 64 человек в трудоспособном возрасте (15—64 лет) 47 были экономически активными, 17 — неактивными (показатель активности — 73,4 %, в 1999 году было 70,0 %). Из 47 активных работали 44 человека (25 мужчин и 19 женщин), безработными были 3 женщины. Среди 17 неактивных 2 человека были учениками или студентами, 11 — пенсионерами, 4 были неактивными по другим причинам.